# Burkhard Alexander
Burkhard Alexander (* 22. Juni 1938 in Berlin-Reinickendorf) ist ein ehemaliger deutscher Fußballspieler und Trainer. Der Stürmer absolvierte von 1963 bis 1968 für die Reinickendorfer Füchse in der zweitklassigen Fußball-Regionalliga Berlin 62 Ligaspiele in denen er 20 Tore erzielte. Beruflich war er nach dem Studium der Rechtswissenschaften ab dem 1. März 1967 als Richter am Arbeitsgericht und seit Februar 1989 als Vorsitzender Richter am Landesarbeitsgericht Berlin tätig gewesen.

## Fußballspieler, Trainer, Jurist, Funktionär
Seit 1950 war Alexander in der Jugend von Reinickendorf aktiv und konnte mehrere Staffelmeisterschaften gewinnen. Mit 18 Jahren spielte er dann in der 1. Mannschaft und schaffte 1958 mit seinen Spielkameraden den Aufstieg in die Amateurliga Berlin. Im letzten Jahr vor der Einführung der Fußball-Bundesliga, 1962/63, erreichte Alexander mit den „Füchsen“ in der Fußball-Amateurliga Berlin den 3. Rang und damit qualifizierte sich Reinickendorf für die ab 1963/64 neu startende Regionalliga Berlin.
Im ersten Jahr der zweitklassigen Regionalligaära, 1963/64, belegte Alexander mit Aufsteiger Reinickendorf mit 21:33 Punkten den siebten Rang. Der Angreifer hatte in 27 Ligaeinsätzen in einer 10er-Staffel an der Seite von Mitspielern wie Torhüter Heinz Köhn und Mittelstürmer Peter Blohm (neun Tore) acht Tore erzielt. Das der Referendar aber als Vertragsspieler dem Ball nachjagen durfte, bedurfte es in der damaligen Zeit aber einer Ausnahmegenehmigung des Kammergerichtspräsidenten. Er hatte an der TU Berlin am 1. Mai 1957 das Studium der Rechtswissenschaften begonnen, legte 1962 die erste juristische und 1966 die zweite Staatsprüfung ab.
Mit den Grün-Weißen aus dem Nordberliner Bezirk Reinickendorf folgten dann noch die zwei Runden 1964/65 und 1965/66 mit 34 Ligaspielen und elf Toren, wobei die Rückrunde 1965/66 ganz wesentlich unter dem Druck der zweiten Staatsprüfung sportlich nur noch mit Einschränkung über die Bühne ging.
Der letzte Regionalligaeinsatz von Alexander fand am 1. Oktober 1967 bei einem 2:2-Heimremis am Sportplatzgelände am Freiheitsweg gegen BFC Südring statt. Er stürmte auf Rechtsaußen an der Seite von Hans-Joachim Adam und Werner Dunkel und hatte seine Mannschaft in der 19. Minute mit 1:0 in Führung gebracht. Bei Südring zeigte Gino Ferrin sein Können und Hertha BSC gewann überlegen mit 55:5 Punkten die Meisterschaft.
Um fachlich kompetent als Trainer arbeiten zu können, hatte er im November 1974 die Ausbildung zur B-Lizenz absolviert und fungierte von 1976 bis 1979 als Verbandsjugendtrainer. Unter DFB-Trainer Karl-Heinz Heddergott folgte vom 29. Januar bis 23. Februar 1979 die weitere Ausbildung zur A-Lizenz in der Sportschule Hennef und Alexander trainierte dann bei den „Füchsen“ die B- und A-Jugend. Das Großtalent Thomas Häßler, Alexander hatte gemeinsam mit dessen Vater Klaus in der Regionalliga Berlin gespielt, ging aus dieser Jugend seinen Weg in die Bundesliga zum 1. FC Köln.
Am 1. Januar 1983 trat er in den Bund Deutscher Fußball-Lehrer (BDFL) ein und war von 1991 bis 1994 Mitglied des Vorstandes in der Verbandsgruppe Berlin. Auch machte er sich in der Satzungskommission des BDFL verdient, als eine neue, moderne und zukunftsweisende Satzung unter seiner Mitwirkung entworfen wurde, die beim Internationalen Trainerkongress in Aachen 1994 verabschiedet werden konnte.
Alexander war Mitglied des DFB-Bundesgerichts (Die Berufungsinstanz gegen Entscheidungen des DFB-Sportgerichts) und Beisitzer im Verfahren gegen Fußball-Lehrer und Trainer.